# Костакиева къща
Костакиева къща (на гръцки: Αρχοντικό Κωστάκη) е историческа постройка в град Негуш (Науса), Гърция.
Къщата е разположена на улица „Софрониос“ в традиционната махала Пуляна. Особено интересна е морфологичната структура на сградата. Стрехата излиза леко напред, подчертавайки краищата на сградата.
В 1984 година е обявена за паметник на културата като добър пример за традиционна архитектура.